# Shōzaburō Watanabe

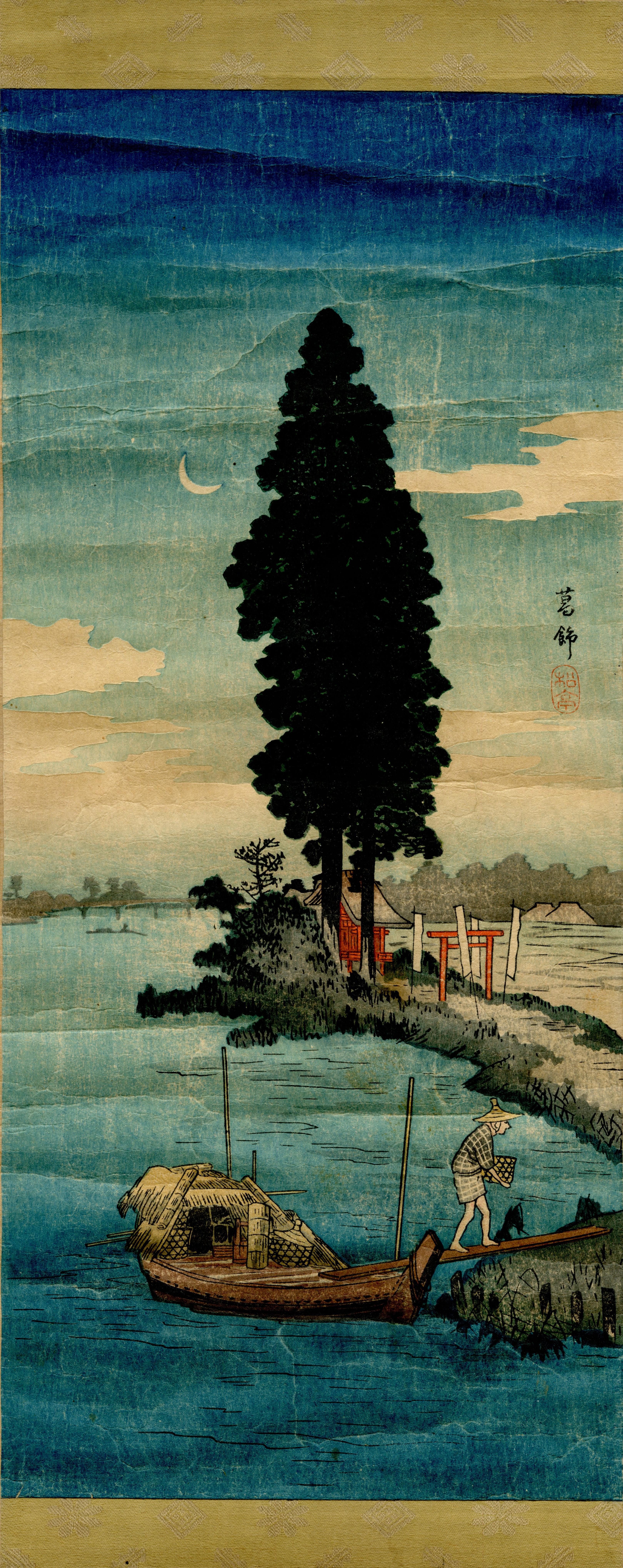
Katsushika di Takahashi Shōtei, silografia pubblicata da Shōzaburō Watanabe

Shōzaburō Watanabe (渡辺 庄三郎?; 2 giugno 1885 – 14 febbraio 1962) è stato un editore giapponese di stampe silografiche,  conosciuto principalmente per il grande impulso alla realizzazione e diffusione di silografie realizzate nell’ambito del movimento artistico dello shin-hanga o delle stampe nuove.

## Biografia
Shōzaburō  incominciò ad occuparsi di stampe artistiche molto giovane, lavorando per la compagnia di export di Kobayashi Bunshichi a Yokohama che gli diede l’opportunità di avvicinarsi alle tecniche silografiche e di conoscere il mercato internazionale dell’arte.
Si sposò nel 1908 con Chiyo, figlia di un incisore di lastre silografiche Chikamatsu.
Nel 1910 avviò un proprio negozio di stampe antiche ukiyo-e e poco dopo un laboratorio editoriale per la ristampa di silografie antiche e soprattutto per la produzione di nuove stampe, nella consapevolezza che il mercato avrebbe ben presto esaurito quanto ancora rintracciabile di stampe antiche.
A partire dal 1915 si dedicò esclusivamente alle nuove edizioni  per la cui realizzazione impiegò incisori e stampatori di grande professionalità  e commissionò ad artisti la progettazione e il disegno di nuove e originali silografie che combinavano tecniche e soggetti tradizionali giapponesi con elementi dell’arte contemporanea occidentale quali la prospettiva e l’uso dell’ombreggiatura, per incontrare il gusto del mercato europeo e statunitense. 
I soggetti che Watanabe commissionava agli artisti erano costituiti principalmente da paesaggi, località e templi famosi del Giappone colti nelle variazioni stagionali, ritratti di belle donne bijin-ga, ritratti d’attori di teatro ed elementi della natura quali fiori, animali, insetti e uccelli.
Dal punto di vista tecnico, oltre a impiegare carte a mano di grande qualità, rivitalizzò alcune tecniche tradizionali per la silografia quali il goma-zuri  (letteralmente a semi di sesamo)  per la coloritura dello sfondo in cui lo stampatore variando la pressione del baren sulla carta riesce a realizzare una stesura puntinata o a linee circolari del colore;  la goffratura della carta venne utilizzata in particolare per la valorizzazione delle penne degli uccelli.
Watanabe coniò il termine  shin-hanga nel 1915 per identificare questo genere di stampe rinnovate in alcuni aspetti stilistici, ma realizzate secondo le tecniche e l’organizzazione del lavoro di stampa tradizionali basato sulla collaborazione tra disegnatori, incisori e stampatori sotto la guida e grazie allo spirito imprenditoriale dell’editore che aveva parte attiva nella supervisione di tutte le fasi di realizzazione delle silografie.
Lavorarono per la sua impresa numerosi artisti tra cui Hashiguchi Goyō, Kawase Hasui, Hiroshi Yoshida, Kasamatsu Shirō, Torii Kotondo, Ohara Koson, Terashima Shimei, Itō Shinsui, Takahashi Shōtei e Yamakawa Shūhō. Le loro opere furono pubblicate e commercializzate da Watanabe.
Collaborò anche con artisti occidentali tra cui Fritz Capelari, Charles W. Bartlett e Elizabeth Keith.
La maggior parte delle stampe e delle matrici lignee custodite negli archivi e nei depositi della compagnia andò distrutta durante il grande terremoto del Kantō del 1923 che mandò in cenere anche la struttura del laboratorio e del negozio. Watanabe riuscì risollevarsi e riavviare la sua attività  e negli anni successivi furono realizzate nuove edizioni delle stampe a partire dall’incisione di nuove matrici; spesso le edizioni post-terremoto comprendevano delle modifiche e delle revisioni del disegno.
La maggior parte delle stampe shin-hanga prodotte era destinata all’esportazione negli Stati Uniti e in Europa a causa di uno scarso interesse per le stampe tradizionali da parte del mercato locale giapponese maggiormente orientato a realizzazioni artistiche più innovative e slegate da temi e soggetti tipici dell’ambito ottocentesco percepiti come arte ormai superata. 
Nel dopoguerra l’attività della compagnia fu presa in carico dagli eredi e fece fortuna con le vendite di stampe alle truppe alleate presenti sul territorio; il negozio e il laboratorio sono tuttora attivi. 

## Galleria d'immagini

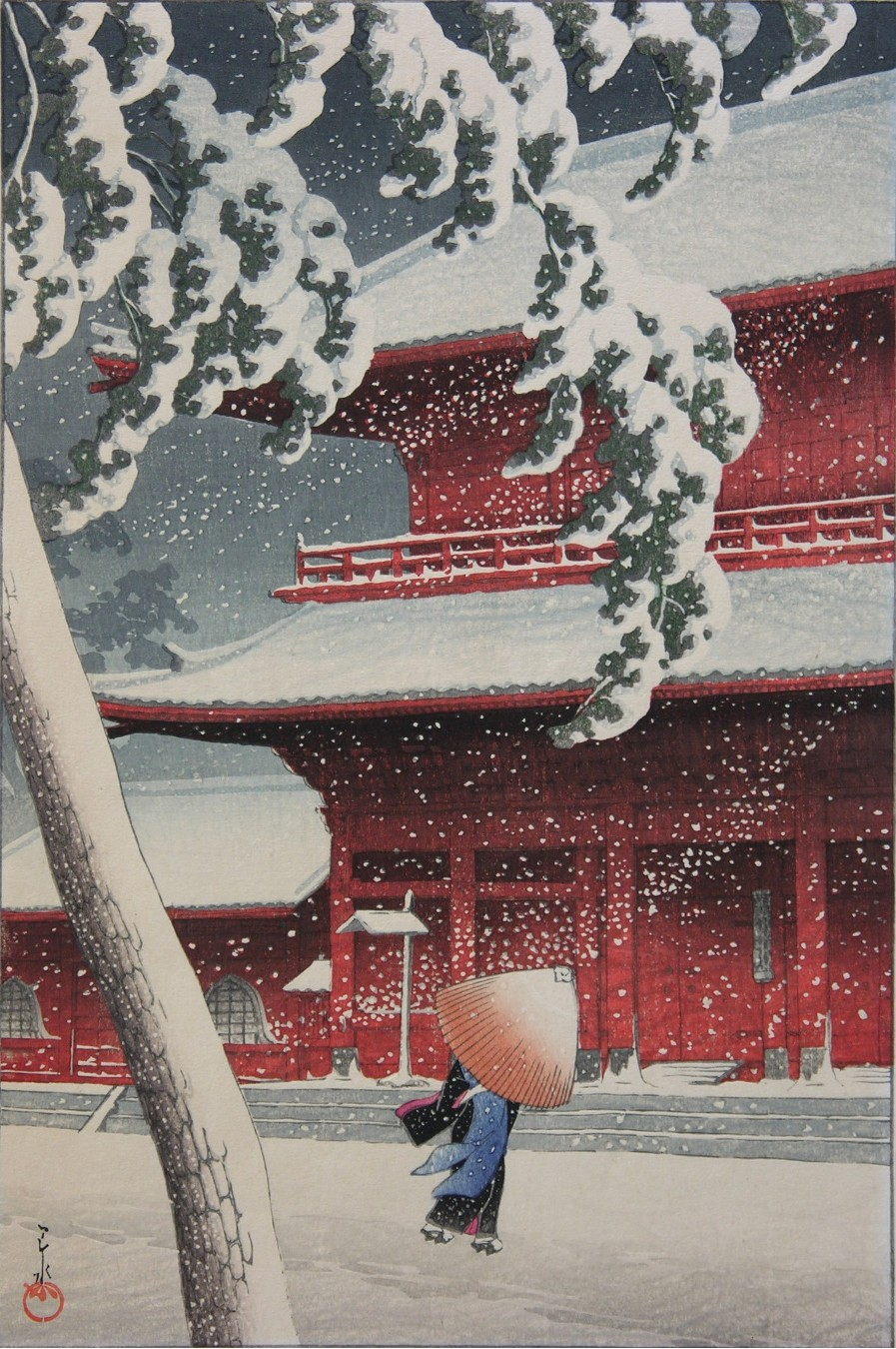
Tempio Zôjôji sotto la neve di Kawase Hasui  – dalla Serie 20 vedute di Tokyo – 1925
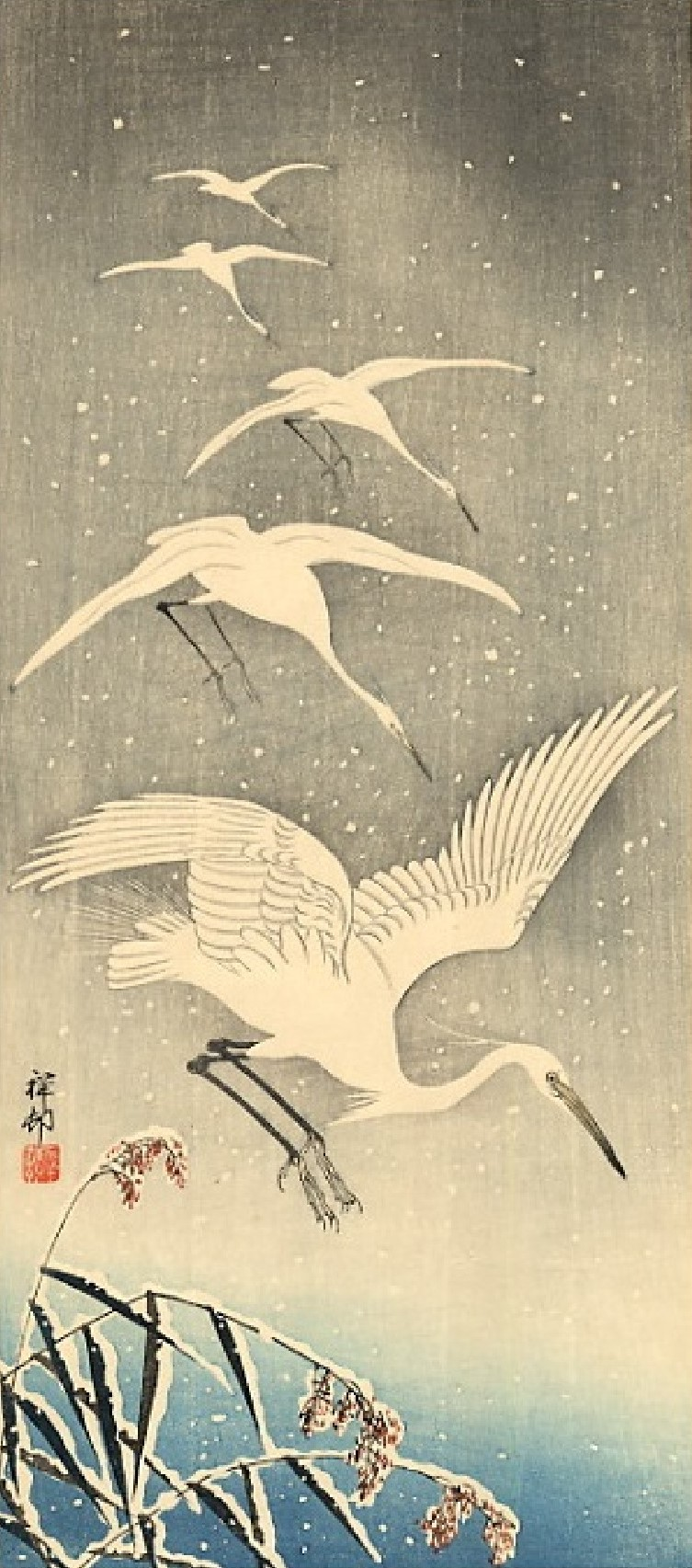
Cinque garzette in volo nella neve di Koson Ohara – 1920